# WTA-toernooi van Freiburg
Het WTA-toernooi van Freiburg was een eenmalig tennistoernooi voor vrouwen dat van 11 tot en met 16 juli 1983 plaatsvond in de Duitse stad Freiburg im Breisgau.
De WTA organiseerde het toernooi, dat werd gespeeld op gravelbanen.
Er werd door 32 deelneemsters gestreden om de titel in het enkelspel, en door 16 paren om de dubbelspeltitel. 
Aan het kwalificatietoernooi voor het enkelspel namen 16 speelsters deel, met vier plaatsen in het hoofdtoernooi te vergeven.
Française Catherine Tanvier won er haar enige WTA-enkelspeltitel.

## Finales

### Enkelspel
| Datum      | ($)    | Ondergrond     | Winnares          | Verliezend finaliste | Uitslag  |
| ---------- | ------ | -------------- | ----------------- | -------------------- | -------- |
| 1983-07-11 | 50.000 | gravel, buiten | Catherine Tanvier | Laura Arraya         | 6-4, 7-5 |

### Dubbelspel
| Datum      | ($)    | Ondergrond     | Winnaressen             | Verliezend finalistes                    | Uitslag  |
| ---------- | ------ | -------------- | ----------------------- | ---------------------------------------- | -------- |
| 1983-07-11 | 50.000 | gravel, buiten | Bettina Bunge Eva Pfaff | Ivanna Madruga-Osses Emilse Raponi-Longo | 6-1, 6-2 |